# Іж-Боб'я (Граховський район)
Іж-Боб'я́ (Тиловай-Боб'я, рос. Иж-Бобья) — присілок у Граховському районі Удмуртії, Росія.

## Населення
Населення — 189 осіб (2010; 206 у 2002).
Національний склад станом на 2002 рік:
- марійці — 91 %

## Господарство
В присілку діють початкова школа, дитячий садок, клуб та фельдшерсько-акушерський пункт.

## Історія
За даними 10-ї ревізії 1859 року в присілку Тиловай-Боб'я було 7 дворів та проживало 59 осіб. До 1921 року присілок входив до складу Граховської волості Єлабузького повіту, потім — Можгинського повіту. З 1924 року присілок входив до складу Граховської сільської ради, але вже 1925 року — у складі Кам'янської сільської ради. 1932 року присілок відійшов до складу новоствореної Марі-Возжайської сільської ради, а 23 вересня 1950 року знову передане до складу Граховської сільської ради. 2004 року присілок увійшов до складу Кам'янського сільського поселення.

## Урбаноніми[3]
- вулиці — Зелена, Кооперативна, Лісова, Садова, Шкільна, Ювілейна